# 超煩特工
《超煩特工》是一部黑色幽默的動作喜劇，以劇中劇的方式呈現，敘述電影劇組拍攝特務電影嚴重超時，導演（黃冠智飾演）與製片意對於是否續拍意見嚴重分歧，製片一怒之下懸賞工作人員捉拿導演，本來在拍動作電影的劇組突然變成工作人員與導演上演全武行。
本片由《神明在看》導演游智傑及《狂徒》動作指導洪昰顥，共同合力製作的電影短片《超煩特工》，由黃冠智領軍與廖欽亮、蕭永裕、何裕天共同演出。該片亦獲得文化部2022年積極性藝文紓困補助拍攝，最高補助金額為新臺幣250萬元。

## 劇情簡介
一場特務對決反派的戰鬥高潮，原來只是一場電影的戲碼，導演已經嚴重超時卻還想繼續拍攝，調整鏡位時突然現場被大喊停拍，原來是因為錢已經燒完了製片不得不停，但導演自己本身已經投入太多心血不能輕易放棄而一意孤行，卻也因此與製片起了衝突，製片一怒之下懸賞工作人員捉拿導演，本來在拍動作電影的劇組突然變成工作人員與導演上演全武行。

## 演員列表

### 主要演員
- 黃冠智 飾演 導演
- 廖欽亮 飾演 文哥
- 何裕天 飾演 小碩
- 蕭永裕 飾演 製片

### 次要演員
- 吳禹 飾演 副導演
- 王崇霖 飾演 特效顧問
- 黃偉傑 飾演 文雄
- 周岳霖 飾演 造型剛門老師
- 萬明岳 飾演 收音助理
- 林小嬋 飾演 攝影助理
- 尤柏耘 飾演 燈光助理
- 蔡汶哲 飾演 燈光助理
- 張威揚 飾演 黑衣人
- 陳俊宇 飾演 黑衣人
- 安凱傑 飾演 打版攝助

## 相關連結
- 【車勢星聞】黃冠智《超煩特工》中執導演筒，喊「卡」攝影師真停拍傻傻分不清楚
- 【Yahoo!新聞】黃冠智當導演遭丟捲尺 《超煩特工》上演全武行險毀容 （页面存档备份，存于）
- 【鏡新聞】黃冠智當導演遭丟捲尺 《超煩特工》上演全武行險毀容 （页面存档备份，存于）
- 【新浪新聞】黃冠智當導演遭丟捲尺 《超煩特工》上演全武行險毀容 （页面存档备份，存于）
- 【噓！星聞】新片拍攝大亂鬥！ 「返校」新人演員險毀容 （页面存档备份，存于）
- 【Livio 新聞】過足導演癮黃冠智險毀容《超煩特工》資金燒完蕭永裕引爆大亂鬥 （页面存档备份，存于）
- 【中時新聞網】《返校》黃冠智首執導演筒 圓夢拍喜劇卻險毀容 （页面存档备份，存于）
- 【自由時報】黃冠智戲中戲圓導演夢 險遭毀容 （页面存档备份，存于）
- 【蕃新聞】《返校》男星又導又演 挑戰黑色喜劇短片《超煩特工》 （页面存档备份，存于）
- 【HiNet新聞誌】黃冠智當導演遭丟捲尺 《超煩特工》上演全武行險毀容
- 【鏡新聞】走在，電影的路上 文藝賦格×洪昰顥《超煩特工》動作設計幕後花絮專訪 （页面存档备份，存于）

## 放映與發行

### 實體影院
| 放映年份 | 日期    | 所在地 | 地點                   | 备注                       |
| -------- | ------- | ------ | ---------------------- | -------------------------- |
| 2024年   | 10月5日 | 臺灣   | 板橋府中15紀錄片放映院 | 十月「少年不停拍」實體影展 |

### 網路平台
| 頻道          | 所在地 | 開播日期      | 播出時間 | 備註  |
| ------------- | ------ | ------------- | -------- | ----- |
| Giloo紀實影音 | 臺灣   | 2024年6月20日 | 不定期   | [ 4 ] |

## 外部連結
- 超煩特工的Facebook專頁
- 超煩特工的Instagram帳戶
- YouTube上的超煩特工頻道
- 互联网电影数据库（IMDb）上《超煩特工》的资料（英文）
- 豆瓣电影上《超煩特工》的資料 （简体中文）